# Wend Kuuni - Il dono di Dio
Wend Kuuni - Il dono di Dio (Wend Kuuni) è un film del 1982 diretto da Gaston Kaboré.
Oltre ad aver vinto nel 1985 il Premio César per il miglior film in lingua francese, Issaka Thiombiano e Sékou Ouedraogo sono stati premiati, nel 1983, al Fespaco con la Golden camera per la fotografia e Rosine Yanogo con il premio per la miglior attrice.

## Trama
Un ragazzo, figlio di una donna rimasta vedova, diventa muto per il trauma subito alla morte della madre, accusata di stregoneria.
Raccolto da un passante, il bambino viene adottato da una nuova famiglia nel nome di una solidarietà spontanea che riconosce in lui “il dono di Dio”. Nasce una grande complicità con la sorellina adottiva fino al momento in cui una nuova violenta emozione farà ritornare al protagonista la parola.

## Produzione

### Regia
Gaston Kaboré cerca di imprimere un ritmo misurato e inusuale ad una narrazione mitica e fiabesca, raccontando la storia di un ragazzo adottato da una famiglia rurale. Nel cercare il proprio linguaggio cinematografico, Kaboré usa questo semplice racconto per dimostrare che i valori tradizionali del popolo Mossi possono ancora fornire risposte ai molti problemi che affliggono alcuni paesi africani a confronto con la modernità.